# Wspomnienia z domu umarłych
Wspomnienia z domu umarłych (oryg. ros. Записки изъ Мертваго дома; Zapiski iz miortwago doma) – powieść Fiodora Dostojewskiego. Jej tytuł tłumaczono też jako Wspomnienia z martwego domu i Zapiski z martwego domu. Pod tym ostatnim tytułem pojawia się ona w książce Inny świat Gustawa Herlinga-Grudzińskiego, która nawiązuje do powieści Dostojewskiego kompozycją i treścią.
22 grudnia 1849 za przynależność do Koła Pietraszewskiego Dostojewski został skazany na karę śmierci przez rozstrzelanie, w ostatniej chwili car odwołał tę karę i zamienił ją na więzienie połączone z ciężkimi robotami. Pisarz przebywał na katordze cztery lata (1850–1854), doświadczenia zebrane w tym okresie pozwoliły mu przedstawić w powieści obraz życia w syberyjskim więzieniu.
Wspomnienia z domu umarłych są najprawdopodobniej literacko zmienionymi osobistymi wspomnieniami pisarza z czteroletniego pobytu na katordze. Na tej książce Leoš Janáček oparł libretto swej opery Z mrtvého domu.  
Pierwsza część powieści, ukazała się we wrześniu 1860 w czasopiśmie „Russkij Mir”.  

## Przegląd treści
Pełny tekst:  Wspomnienia z martwego domu  w Wikiźródłach 

  Pobierz jako: EPUB   • PDF   • MOBI  
Powieść zawiera wspomnienia byłego szlachcica, Aleksandra Pietrowicza Gorianczykowa, skazanego za zabójstwo żony na 10 lat ciężkich robót drugiej kategorii (praca w twierdzach). Gorianczykow wspomina zwłaszcza pierwszy rok pobytu w więzieniu:

Pierwszy miesiąc i w ogóle początek mojego życia na katordze żywo stają mi teraz w wyobraźni. Następne lata więzienne przesuwają się w moich wspomnieniach znacznie bladziej.

Opisuje zwyczaje panujące w twierdzy, relacje między współwięźniami, ich historie, zachowania, postawy i charaktery, przedstawia różne fragmenty katorżniczego życia (pobyty w szpitalu, handel wódką, święta, kary cielesne, zachowanie przełożonych, roboty) i wiele sylwetek skazańców, spośród których znajduje wielu ludzi dobrych, wartościowych, z którymi nawiązuje przyjaźnie. Większość katorżników to jednak ludzie ponurzy, dumni, ambitni, zawistni, źli i złośliwi. Awantury, kradzieże i bójki są na porządku dziennym, atmosfera moralna panująca w barakach jest bardzo trudna do zniesienia dla Gorianczykowa. Większość skazańców pochodzi ze stanu chłopskiego, do byłego „pana” odnoszą się z pogardą, a niekiedy nienawiścią. Aleksandrowi Pietrowiczowi jako byłemu szlachcicowi jest na katordze wyjątkowo ciężko, wrogość większości współwięźniów i samotność – to uczucia szczególnie doskwierające mu podczas pierwszych miesięcy pobytu w więzieniu. W miarę upływu czasu poznaje też lepszych ludzi, dostrzega też w więźniach trochę więcej pozytywnych cech.
Wybrane osoby spotkane przez Gorianczykowa na katordze:
- Placmajor – despotyczny zwierzchnik więzienia, postrach skazańców, znienawidzony przez nich, okrutny i zły;
- Pietrow – kiedyś o mało co nie zabił placmajora, gdy ten chciał mu wymierzyć karę, nieobliczalny, odwiedza często Gorianczykowa i zadaje mu pytania dotyczące wiedzy ogólnej, po czym zwykle odchodzi;
- Gazin – potężny, okrutny i zły więzień, handluje wódką, gdy się upija jest śmiertelnie niebezpieczny, w takich sytuacjach rzuca się na niego dziesięciu więźniów i obijają go do nieprzytomności;
- Akim Akimycz – były szlachcic, sąsiad Gorianczykowa w baraku, jego najważniejszy znajomy z pierwszych miesięcy na katordze, niezwykle obowiązkowy, jedyny więzień całkowicie obojętny wobec rzeczywistości więziennej;
- Polacy – Polacy na zesłaniu tworzyli odrębną grupę, w stosunku do więźniów-nieszlachciców wyniosłą i pogardliwą, mimo to byli przez katorżników szanowani. M-cki (Aleksander Mirecki), T-ski (Szymon Tokarzewski), B-ski (Józef Bogusławski) i Ż-ski (Feliks Józef Żochowski)[1] byli więźniami politycznymi, przedstawieni zostali raczej w pozytywnym świetle, ich zgryźliwość i nieufność autor wspomnień uzasadniał oddaleniem od ojczyzny, dostrzegał, że ich dola była jeszcze cięższa niż jego.

## Polskie przekłady (pierwsze wydania)
- Wspomnienia z martwego domu (w katordze). Józef Tretiak (tłum.). Kraków: Spółka Wydawnicza Polska, 1897, s. 325.
- Wspomnienia z martwego domu. Marian Żalicki (tłum.). T. 1-4. Przemyśl: Wydawnictwo Książek Zajmujących, 1925, s. 89, 88, 89, 97.
- Wspomnienia człowieka z lochu. Maria Grabowska (tłum.) [w:] Opowieści. Warszawa: Towarzystwo Wydawnicze „Rój”, 1929, s. 304.
- Wspomnienia z martwego domu. Powieść. Kazimierz Osmólski, J. Szymański (tłum.), Jadwiga Przeradzka-Jędrzejewska (ilustr.). Warszawa: Bibljoteka Rodzinna, 1929, s. 317.
- Wspomnienia z domu umarłych. Powieść. Czesław Jastrzębiec-Kozłowski (tłum.). Warszawa: PIW, 1957, s. 297.